# Macrones subclavatus
Macrones subclavatus är en skalbaggsart som beskrevs av Francis Polkinghorne Pascoe 1871. Macrones subclavatus ingår i släktet Macrones och familjen långhorningar. Inga underarter finns listade i Catalogue of Life.